# Рыцарь Янка и королевна Милана
«Ры́царь Я́нка и короле́вна Мила́на» (бел. Рыцар Янка і каралеўна Мілана) — фэнтезийно-приключенческая трилогия Олега Грушецкого, представляющая собой серию приключенческих историй юных брата и сестры в мире, напоминающем белорусское Средневековье. Фэнтези основано на белорусской мифологии. Все три части выпущены издательством «Четыре четверти». Трилогия предназначена для детей младшего и среднего школьного возраста.
Первая часть — «Рыцарь Янка и королевна Милана. Таинственное королевство» (бел. Таямнічае каралеўства; ред. Аксана Спринчан) — опубликована в 2021 году, вторая часть — «Рыцарь Янка и королевна Милана. Королевству нужны герои» (бел. Каралеўству патрэбны героі; ред. Мария Липницкая) — вышла в 2022 году, третья часть «Рыцарь Янка и королевна Милана. Огонь и лёд» (бел. Агонь і лёд; ред. Марина Воробей) была издана в 2023 году. Иллюстратором всей серии выступил Виктор Козел.

## Сюжет

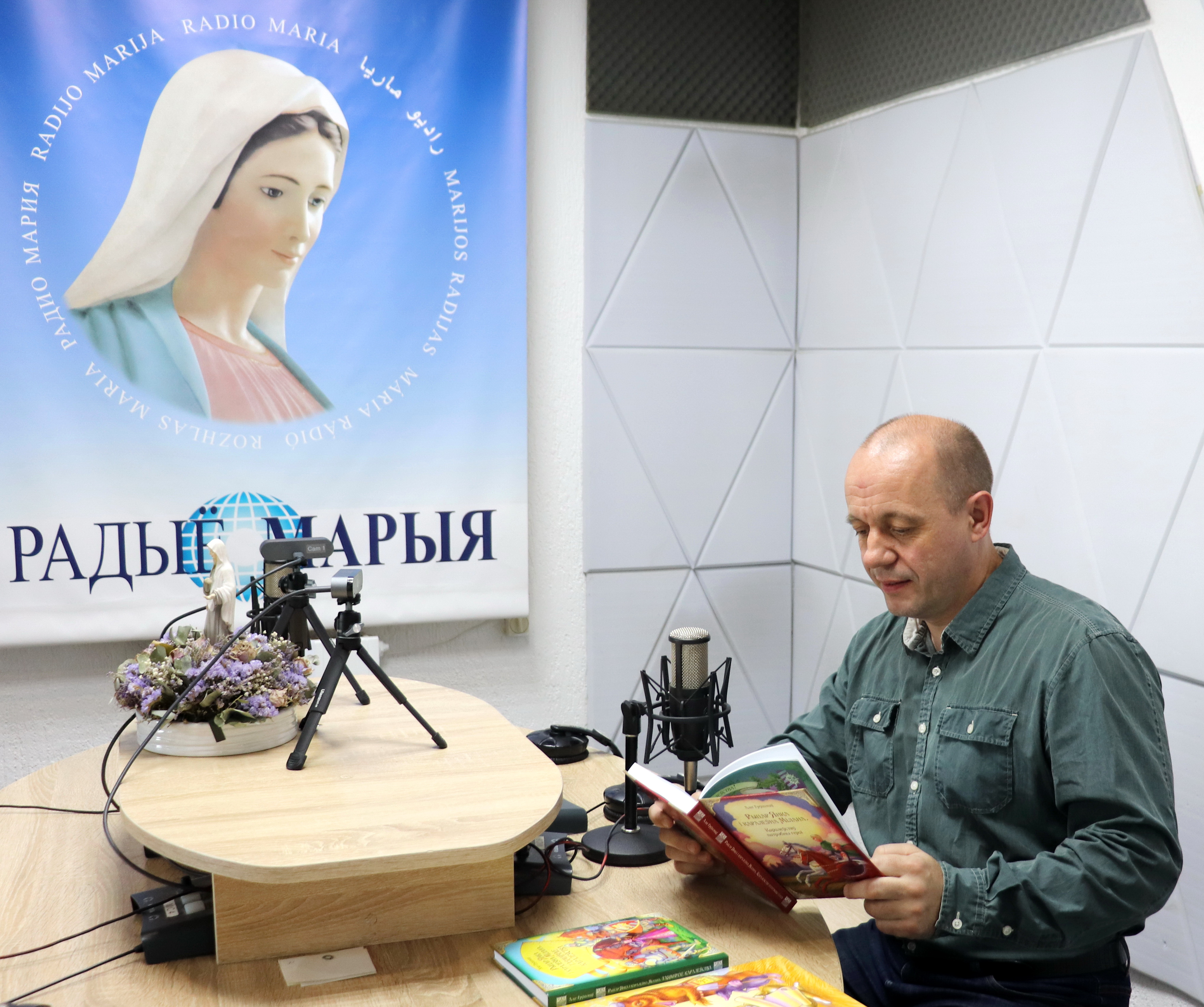
Олег Грушецкий во время чтения отрывка книги в программе «Культурная пятница» на «Радио Мария» (2023)

### «Таинственное королевство»
Юные брат и сестра, Янка и Милана, приезжают на лето в деревню и случайно находят в дедушкиной кладовой загадочное древнее зеркало, украшенное шляхетским гербом, через которой попадают в таинственное королевство Сварга. Эта страна напоминает белорусское Средневековье и одновременно сказочный мир, где всё живое разговаривает человеческим языком. Здесь встречаются рыцари, мифические существа из белорусских преданий, такие как богатырь Вернигора, ужалки, гарцуки, злыдни, оборотни, леший, болотник Кадук, дракон Цмок. Королевство обманом захватил волшебник Волх, который удерживает власть при помощи колдовства и волколаков, держа всех жителей в страхе.
Согласно древней легенде, которую рассказал мудрый филин Пугач, именно ребятам суждено спасти королевство. Янка и Милана берутся за дело и отправляются в путешествие через Чёрный Лес и топкое болото Кадука. Юные герои объединяют вокруг себя простой народ, воинов, рыцарей, боевых медведей и зубров. На сторону Янки и Миланы перешёл также Цмок. По ходу приключений ребята проходят через рыцарские битвы, разгадывают сложные загадки-головоломки и возглавляют борьбу за освобождение края от волшебника.

### «Королевству нужны герои»

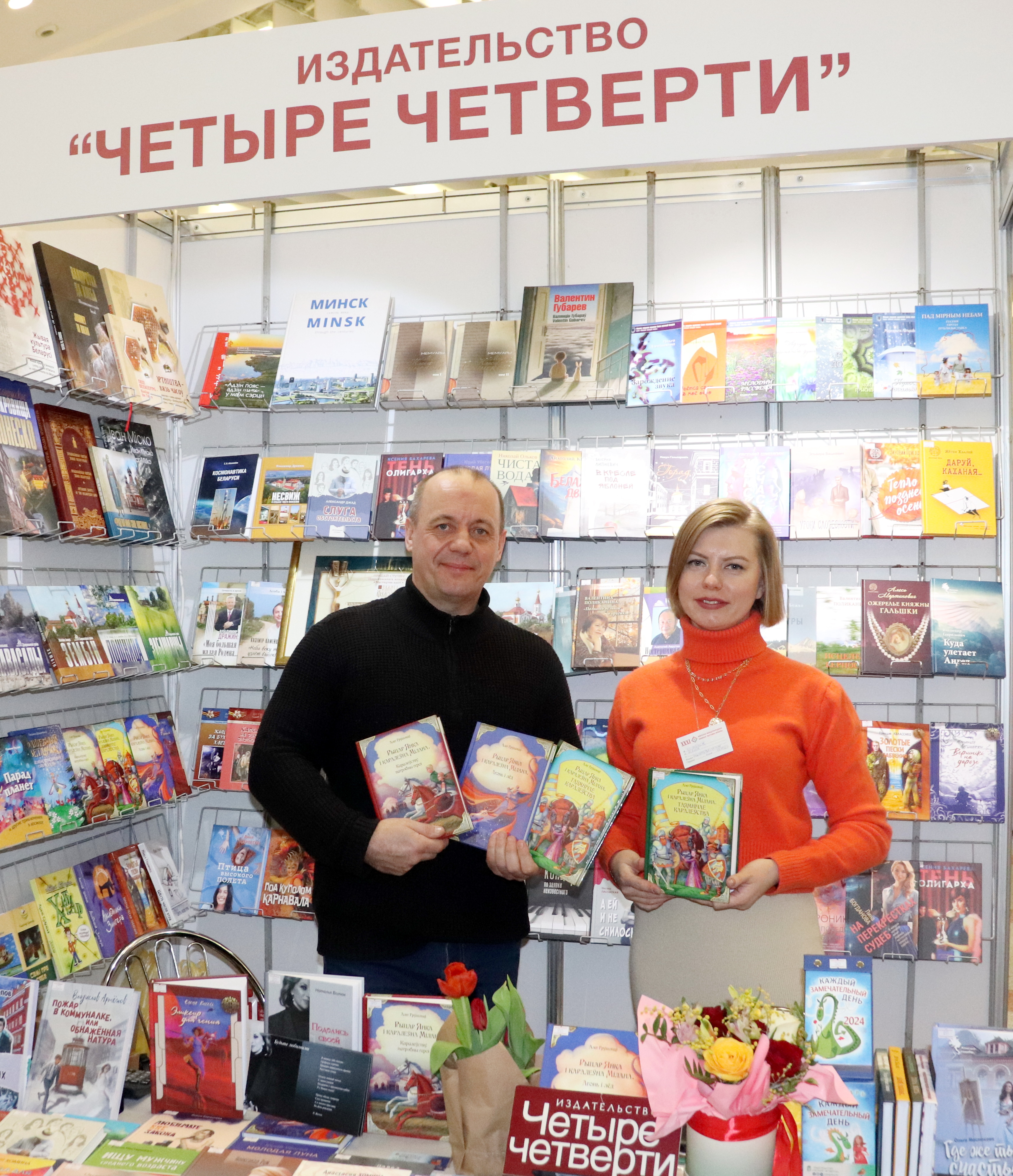
Олег Грушецкий с трилогией и зам. дир. изд-ва «Четыре четверти» Жанна Клименок. ХХХІ Минская международная книжная выставка-ярмарка, стенд издательства «Четыре четверти»

Продолжение истории разворачивается в конце лета. Каникулы ребят подходят к концу, но перед отъездом обратно домой Янка и Милана желают ещё раз посетить королевство Сварга. За время их отсутствия там произошли трагические события — Цмок был убит, Вернигора пропал, а само королевство захватил ещё более могущественный колдун, движимый жаждой мести. Герои снова отправляются в путешествие через Чёрный Лес и Поганое Болото. Сперва они разыскивают богатыря Вернигору и спасают из темницы короля Матея, которого удаётся освободить с помощью тайных знаний красавиц-ужалок.
Дети вновь борются за освобождение королевства. Янка и Милана заводят новых друзей и познают чувство первой влюблённости. В приключениях принимают участие как старые, так и новые персонажи — брат Вернигоры богатырь Вернидуб, сёстры гарцуков, способные стрелять молниями, и другие мифические существа.

### «Огонь и лёд»
Янка с Миланой приезжают в деревню к дедушке на зимние каникулы, где их ждут снежные развлечения, коляды с хождением по домам с рождественской звездой, песнями и рождественским гаданием. Они снова посещают королевство Сварга. Выясняется, что королевичам Регле и Сэнмуру, друзьям Янки и Миланы, угрожает колдунья Маразанна, которая пожелала захватить их земли и заморозить. Ей подвластна стихия ветра и она способна всё превратить в лёд. Сторонниками злодейки выступили чародей Подвей и злые духи поветрики.
Янке с Миланой доводится пробираться ночью через кладбище с костомахами, их ждёт встреча со Змеиным королём, и предстоит отгадать много загадок, отыскать тайную комнату и магический посох, объединить три королевства. По ходу повествования герои отправятся в полёт на Цмоке, чтобы найти высоко в горах загадочный народ — таинственных вил — фей, которые способны видеть прошлое и будущее. В борьбе ребятам помогают братья-богатыри Вернигора и Вернидуб, бобролаки и другие.

## История создания

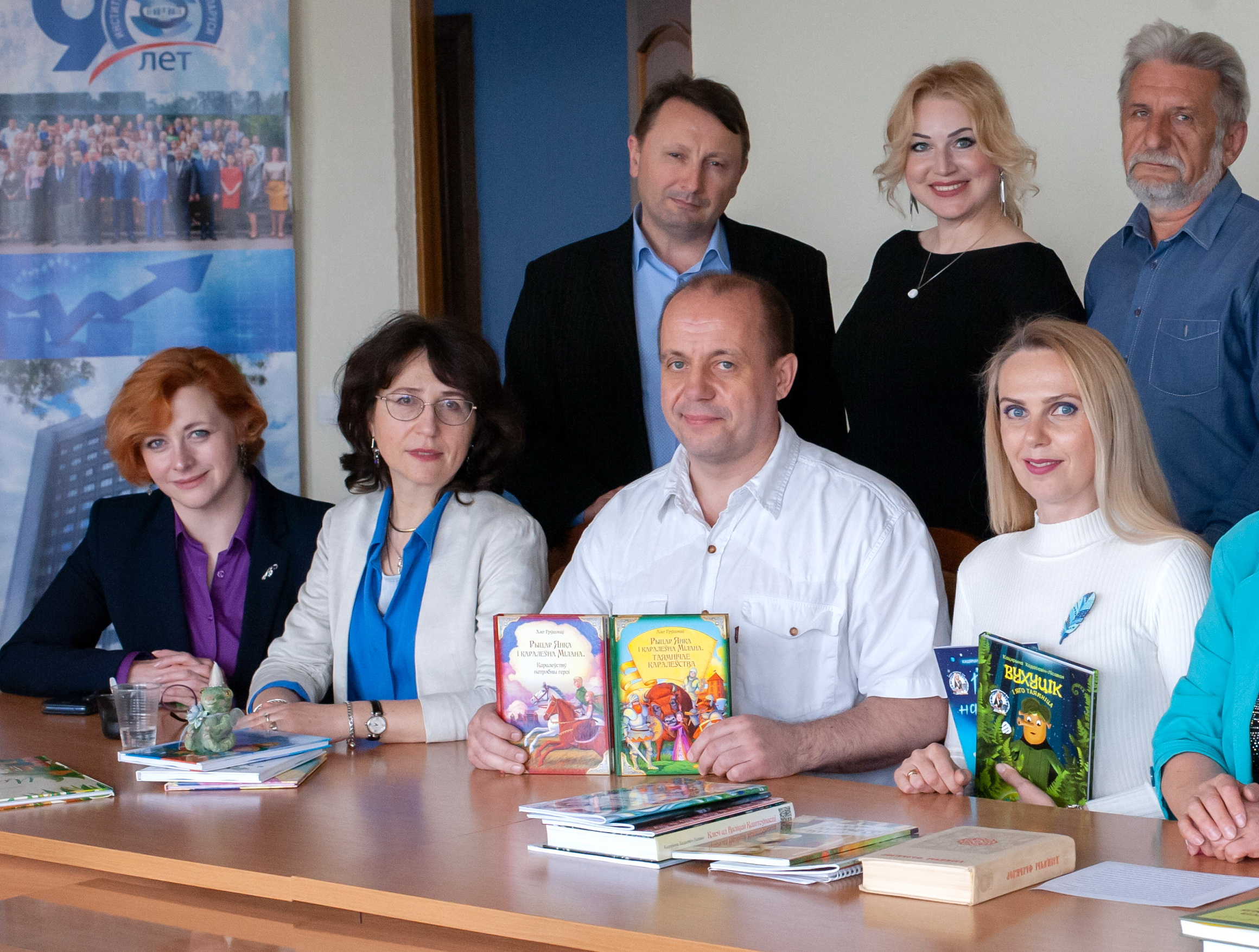
Автор на Международном форуме исследователей белоруской сказки (2023)

Первая часть романа «Рыцарь Янка и королевна Милана. Таинственное королевство» была написана 10 ноября 2012 года. Отрывок был представлен на конкурсе «Первая глава» (организатор — издательство «Регистр») 1 декабря 2012 года, что, как отмечает Белорусское Радио Рация, фактически делает произведение «первым современным настоящим белорусским фэнтези».
За восемь лет книга около пяти раз переписывалась, проводились консультации с редакторами, друзьями-писателями и историками для улучшения произведения. Автор долго искал издательство, которое согласилось бы издать книгу.
В апреле 2021 года книга вышла в издательстве «Четыре четверти». Её редактором стала детская писательница Аксана Спринчан, иллюстрации подготовил художник Виктор Козел, преподаватель рисования Крупицкой школы искусств. Впервые издание было представлено на юбилейном творческом вечере Поэтического театра «Арт. С» 23 апреля 2021 года.
В 2022 году была опубликована вторая часть трилогии. Редактором выступила Мария Липницкая, специалистка по редакционной подготовке изданий. Отрывок из книги был зачитан самим автором в августе 2023 года в программе «Культурная пятница» на канале «Радио Мария».

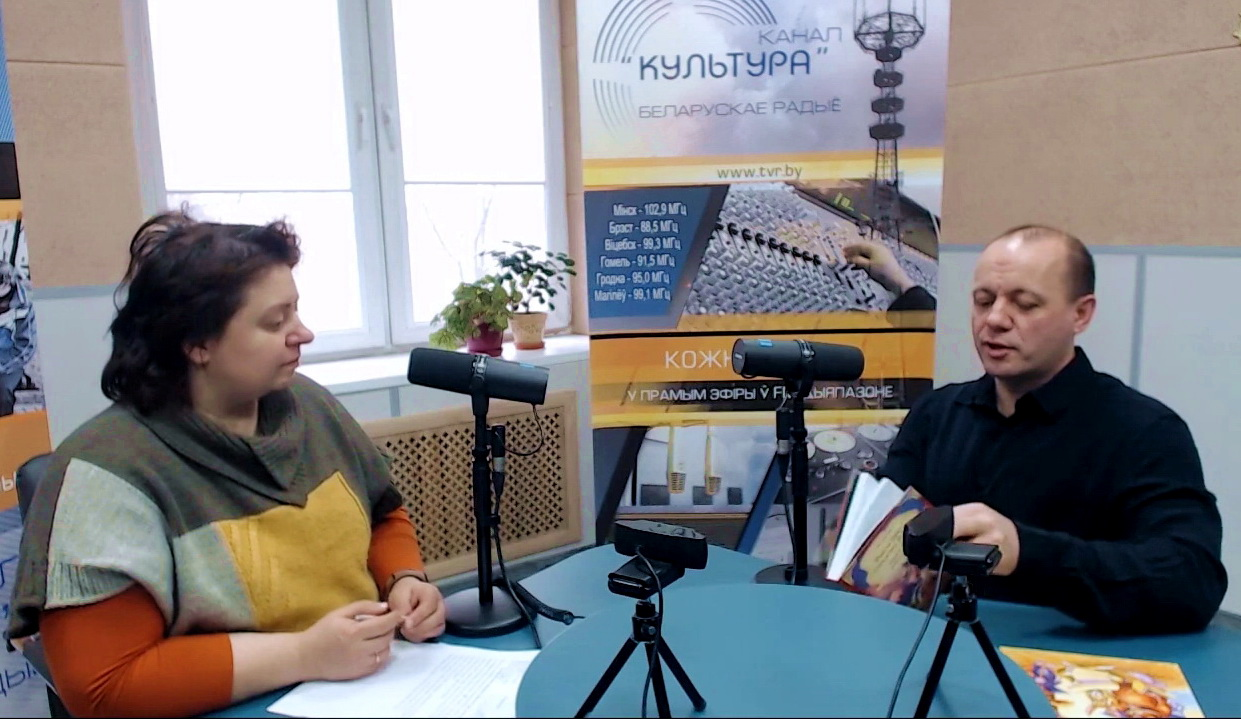
Грушецкий на канале «Культура» Белорусского радио рассказывает о книге (2023)

21 февраля 2023 года в Международный день родного языка, Грушецкий сообщил о завершении работы над третьей, заключительной частью трилогии. 18 мая писатель представил серию «Рыцарь Янка и королевна Милана» на круглом столе «Сучасная літаратурная казка: суадносіны фальклорнай і літаратурнай традыцыі», проходивший в рамках III Международного форума исследователей белоруской сказки (организатор — Центр исследований белоруской культуры, языка и литературы НАН Беларуси). 17 августа в издательстве «Четыре четверти» вышла третья, заключительная часть трилогии. Редактором книги стала филолог, научная сотрудница Института литературоведения Центра исследований белорусской культуры, языка и литературы НАН Беларуси Марина Воробей. Специально для этого издания автором было написано рождественское стихотворение, вошедшее в книгу.

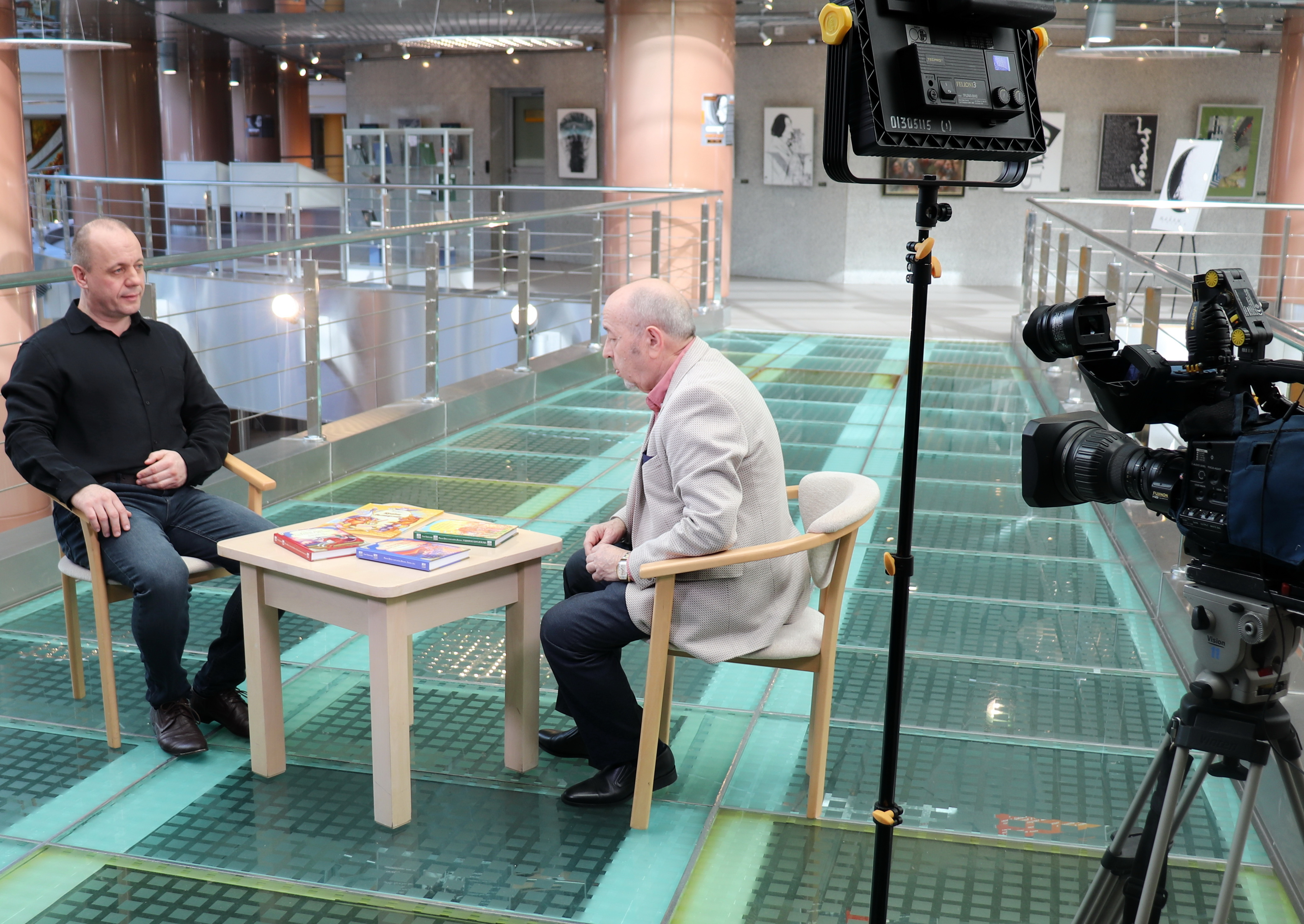
Олег Грушецкий рассказывает о трилогии в программе «Суразмоўцы», телеканал «Беларусь 3» (2024)

Канал «Культура» Белорусского радио записал читку первой части трилогии. Постановка прошла в рамках проекта «Остроумные. Неутомимые. Сообразительные» и впервые прозвучала 12 мая. Текст озвучила артистка Маргарита Захария, ответственный за музыкальное оформление — композитор Александр Литвиновский.
В одном из интервью Грушецкий признался, что некоторые моменты в книге носят и биографический характер, либо написаны на основании собственного жизненного опыта.
Летом 2023 года автор заявил, что им начата работа по написанию киносценария по первой части трилогии, «Рыцарь Янка и королевна Милана. Таинственное королевство». Летом 2024 года во время интервью в программе «Суразмоўцы» (рус. «Собеседники») на телеканале «Беларусь 3» Олег Грушецкий сообщил, что работа завершена, а сценарий принял участие в конкурсе Министерства культуры Республики Беларусь и «Беларусьфильма».

## Критика

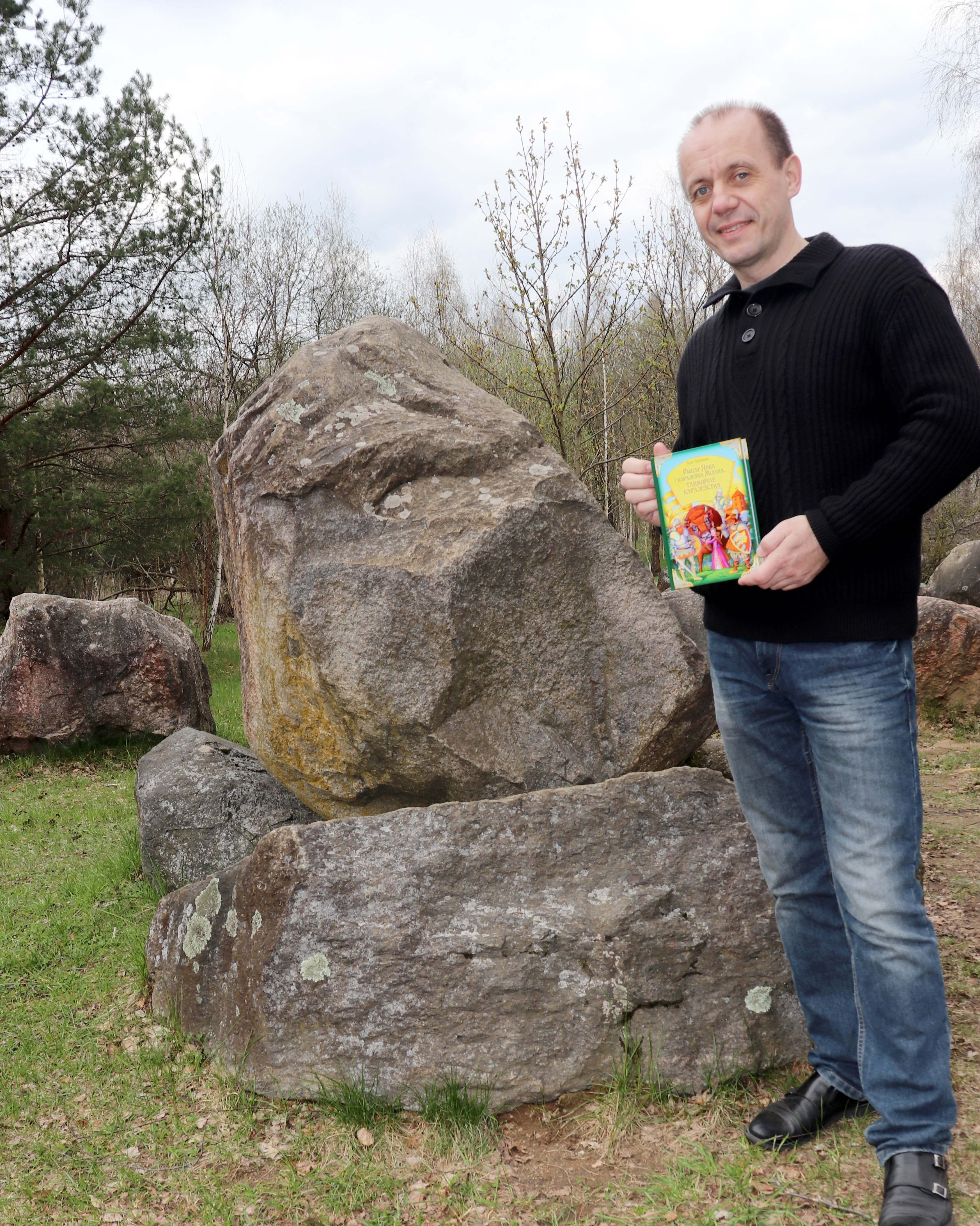
Писатель с первой частью трилогии

Как писало «Белорусское Радио Рация», «книга уникальна тем, что её можно назвать настоящим белорусским фэнтези». По сообщению издательства, трилогия была благосклонно встречена юными читателями. В ряде белорусских СМИ было отмечено, что она стала популярной и пользуется спросом.
В мае 2021 года в Национальной академии наук прошёл II Международный форум исследователей белорусской сказки, на котором, среди прочих, был представлен доклад «Ідэйна-вобразныя пошукі ў кнізе казак Алега Грушэцкага „Рыцар Янка і каралеўна Мілана. Таямнічае каралеўства“» (рус. «Идейно-образные поиски в книге сказок Олега Грушецкого „Рыцарь Янка и королевна Милана. Таинственное королевство“»), автор — литературовед и научная сотрудница отдела взаимосвязей литератур Центра исследований белорусской культуры, языка и литературы НАН Беларуси Татьяна Борисюк. Литературоведы, которые также участвовали в научной конференции, согласились с её мнением, что произведение является «высокохудожественным», наполнено аллегорическими символами, а канва повествования, в основном, базируется на белорусском фольклоре. Борисюк также отметила, что книга учит детей быть смелыми, дорожить своим родом и гордиться предками, продвигает идею победы добра над злом, правды над тиранией. По мнению исследовательницы, эта сказка включает в себя «элементы волшебной, социально-бытовой и авантюрно-приключенческой прозы». В своём докладе литературовед также отметила, что «произведение стало современной идеей о смелости, которая освобождает и спасает, а сама сказка Олега Грушецкого динамическая, диалоги персонажей полны патриотического и героического пафоса». Литературовед и критик Татьяна Борисюк считает, что произведение имеет высокие шансы на успешную инсценировку в театре или экранизацию в кино. Схожей мысли, что произведение достойно экранизации, придерживается и дипломант литературной премии имени Василя Витки, ведущий методист отдела библиотечного маркетинга Борисовской центральной районной библиотеки Людмила Захаревич, о чём она говорит на своём авторском канале «Казкі на канапе» (рус. «Сказки на диване»).

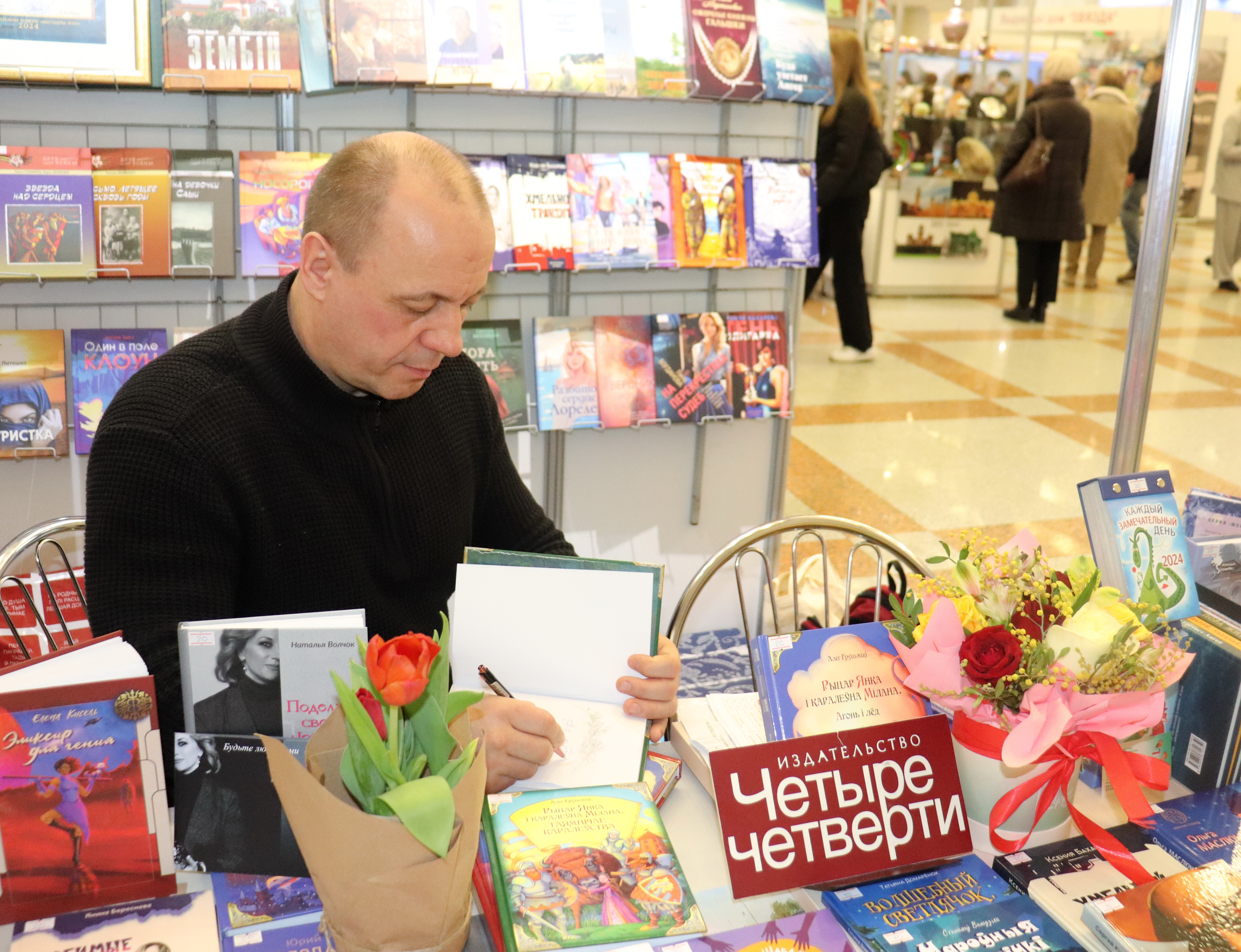
Раздача автографов. ХХХІ Минская международная книжная выставка-ярмарка, стенд издательства «Четыре четверти». (2024)

Научная сотрудница Государственного литературного музея Максима Богдановича, литературный критик газеты «Літаратура і мастацтва» Татьяна Будович отметила, что завязка повествования строится по классической схеме: в начале истории дети исследуют старую кладовую, которую дедушка забыл запереть, находят в ней зеркало, через которое они попадают в потусторонний мир, в Зазеркалье, где уже через дупло старого дуба выходят в королевство Сварга. Подобное развёртывание событий, как далее признаётся и сам автор, схоже с «Алисой в стране чудес» Льюиса Кэрролла и «Десятым королевством». Это стандартный ход для драматургии (завязка сюжета) и для фэнтези в целом, для которого «золотым стандартом» начала истории является контакт с какой-либо формой магии (в этом случае магическим предметом выступает зеркало). Оригинальность произведения, по мнению критика, проявилось уже дальше по сюжету.
Литературный критик Кася Йоффе из Ягеллонского университета (Польша) назвала книгу «уникальной», так как это, по её мнению, «первое белорусское фэнтези, написанное конкретно для детей на основании белорусского фольклора, и её героями являются мифические фигуры белорусских легенд, а событии разворачиваются в мире, который напоминает белорусское Средневековье». Олега Грушецкого Йоффе назвала «одним из лучших детских фантастов».
Отмечается и художественное оформление книги. Поэт и драматург Сергей Поторанский (выпускник Белоруской академии искусств, преподаватель творческой специализации в направлении литературной и театральной работы в Белорусском гуманитарном лицее имени Якуба Колоса), комментируя оформление издания, высказался следующим образом: «Когда рисунки достойные, то и само содержание стоит внимания… В детском писательстве так — самому художнику нужно быть привлекательным…».

## Скрытые подтексты
Литературовед Татьяна Борисюк отмечает, что в книге можно найти ряд скрытых моментов и подтекстов. Например, название королевство Сварга, в которым разворачиваются основные событии, походит от имя Сварога — верховного бога восточных славян, бога неба, небесного огня. Имя короля — чародея Волха, главного злодея в первой части трилогии, также взято из славянского пантеона богов. Волх — эта славянский бог-оборотень, воин и чародей. Хотя разные источники его по разному трактуют (одни как покровителя, другие — как злого чародея).
Загадочное зеркало, через которой дети попадают в таинственное королевство, отделано резными узорами и большим гербом. По его описанию Борисюк сделала вывод, что это шляхетский герб «Любич», которым пользовались и предки автора, шляхетский род Грушецких.
Со слов критика, пробует автор дать и свою трактовку, почему дракон в белорусском языке называется именно «Цмок», предполагая, что вместе со вздохом он словно «вСМОКтывал» в себя все жизненные соки врагов.

## Оценки и признание
- 2022 год — первая и вторая части трилогии вошли в рекомендательный список книг от белорусского детского журнала «Жэўжык» для детей от 9 до 12 лет[39];
- 2022 год — первая часть трилогии «Рыцарь Янка и королевна Милана. Таинственное королевство» номинирована на Литературную премию имя Ежи Гедройца[40];
- 2023 год — книга «Рыцарь Янка и королевна Милана. Таинственное королевство» вошла в лонг-лист Премии Тётки в двух номинациях: за лучшую книгу для детей и подростков, написанную по-белорусски, и лучшее художественное оформление книги для детей[41].
- 2024 год — книга «Рыцарь Янка и королевна Милана. Королевству нужны герои» вошла в лонг-лист премии Тётки в номинации за лучшую книгу для детей и подростков, написанную по-белорусски[42].